# 佐藤正成
佐藤 正成（さとう まさなり、1991年7月23日 - ）は、山形県出身の元男子バスケットボール選手。最終所属はSHONAN SEASIDE.EXE。

## 経歴
1991年、山形県出身。
2007年4月、山形県立山形南高等学校入学。
2010年4月、東海大学へ入学。2012年全日本大学バスケットボール選手権優勝・2013年関東大学バスケットボールリーグ戦および全日本大学バスケットボール選手権優勝などの成績を残す。
2014年、NBDL時代のアースフレンズ東京Zに所属。NBDL2014-2015ルーキーオブザイヤーを受賞。
Bリーグ初年度の2016年6月11日、パスラボ山形ワイヴァンズと新規選手契約を締結。背番号は9、ポジションはSG。
2019年6月26日、熊本ヴォルターズと新規選手契約を締結。背番号は9、ポジションはSG。
2020年7月16日、契約満了につき熊本ヴォルターズを退団。11月1日、いったん現役引退を表明。
2021年1月7日、3x3のSHONAN SEASIDE.EXEと新規選手契約を締結。背番号は2。
2023年3月25日、現役引退を発表。